# Workgroup Server 9150
Le Workgroup Server 9150 est le seul Workgroup Server dont aucun équivalent Power Macintosh n'a été commercialisé. Très évolutif, il utilisait le boîtier des Quadra 900 et 950 offrant huit emplacements mémoire et 4 slots NuBus. Tout comme les Power Macintosh de première génération (Power Macintosh 6100, 7100 et 8100), il utilisait de la RAM dédiée comme mémoire vidéo. Il était le Macintosh le plus puissant à son époque, sa large mémoire cache de niveau 2 (512 Kio ou 1 Mio) le rendant plus rapide que le Power Macintosh 8100 malgré une fréquence identique,.
Utilisant à l'origine un processeur PowerPC 601 cadencé à 80 MHz, il fut mis à jour en 120 MHz en avril 1995. Le Workgroup Server 9150 fut remplacé dans le haut de la gamme Apple par le Power Macintosh 9500 un an plus tard.

## Caractéristiques
- processeur : PowerPC 601 32 bit cadencé à 80[3] ou 120 MHz[4]
- bus système 64 bit cadencé respectivement à 40 MHz
- ROM : 4 Mio
- RAM : 16 Mio (dont 8 Mio sur la carte mère), extensible à 264 Mio
- mémoire cache de niveau 1 : 32 Kio
- mémoire cache de niveau 2 : 512 Kio (modèle 80 MHz), 1 Mio (modèle 120 MHz)
- disque dur SCSI de 1 Go ou 2 Go
- lecteur de disquette 1,44 Mo 3,5"
- lecteur CD-ROM 2x (modèle 80 MHz), 4x (modèle 120 MHz)
- mémoire vidéo : 1 Mio de RAM dédiée)
- résolutions supportées :
  - 512 × 384 en 16 bit
  - 640 × 480 en 16 bit
  - 832 × 624 en 8 bit
- slots d'extension :
  - 4 slots d'extension NuBus 7" 90 broches
  - 1 slot PDS
  - 8 connecteurs mémoire de type SIMM 72 broches (vitesse minimale : 80 ns)
- connectique :
  - 1 port SCSI DB-25
  - 2 ports série Mini Din-8 Geoports
  - 1 port ADB
  - sortie vidéo DB-15
  - port Ethernet AAUI-15
  - sortie audio : stéréo 16 bit
  - entrée audio : stéréo 16 bit
- haut-parleur mono
- dimensions : 35,6 × 19,6 × 40,0 cm
- poids : 11,5 kg
- alimentation : 303 W
- systèmes supportés : Système 7.1.2 à Mac OS 8.0